# 桂林地区
桂林地区，广西壮族自治区已撤消的地区。
1971年由桂林专区改置。在今广西壮族自治区东北部。辖永福、灌阳、临桂、全州、阳朔、兴安、资源、平乐、恭城、荔浦、灵川等县和龙胜各族自治县。行政公署驻桂林市。1981年阳朔县划归桂林市。1998年地市合并，撤销桂林地区，辖县划归桂林市。